# Province de Tarata
Ne doit pas être confondu avec Taratata.
La province de Tarata (en espagnol : Provincia de Tarata) est l'une des quatre provinces de la région de Tacna, au sud du Pérou. Sa capitale est la ville de Tarata.

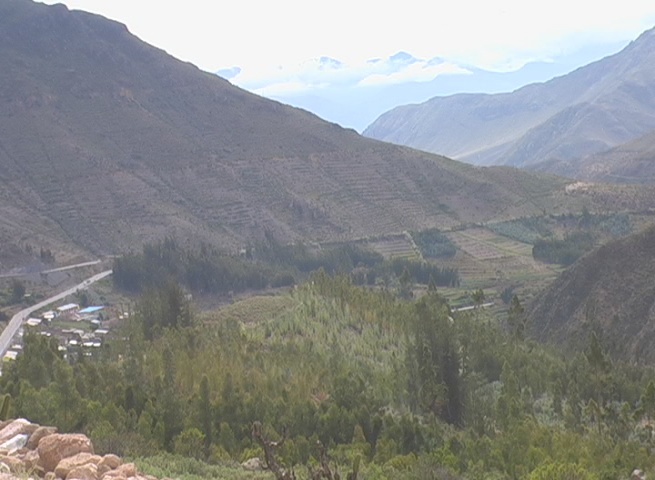
Vallée de la rivière Estique, province de Tarata

## Géographie
La province couvre une superficie de 2 819,96 km2. Elle est limitée au nord par la province de Candarave et la région de Puno, à l'est par la Bolivie, au sud et à l'ouest par la province de Tacna.

## Population
La population de la province était estimée à 8 670 habitants en 2002.

## Subdivisions
La province est divisée en 8 districts :
- Tarata
- Chucatamani
- Estique
- Estique-Pampa
- Sitajara
- Susapaya
- Tarucachi
- Ticaco